# ستيف فينوفيتش
ستيف فينوفيتش (بالإنجليزية: Steve Vinovich)‏ هو ممثل أمريكي، ولد في 22 يناير 1945 ببيوريا في الولايات المتحدة.

## أعمال

### أفلام
- (1994) أميرة البجع[2]
- (2015) المتدرب[3][4]

## وصلات خارجية
- ستيف فينوفيتش على موقع IMDb (الإنجليزية)
- ستيف فينوفيتش على موقع ألو سيني (الفرنسية)
- ستيف فينوفيتش على موقع أول موفي (الإنجليزية)
- ستيف فينوفيتش على موقع قاعدة بيانات برودواي على الإنترنت (الإنجليزية)
- ستيف فينوفيتش على موقع قاعدة بيانات برودواي على الإنترنت (الإنجليزية)
- ستيف فينوفيتش على موقع قاعدة بيانات الأفلام السويدية (السويدية)
- ستيف فينوفيتش على موقع قاعدة بيانات الفيلم (الإنجليزية)
- ستيف فينوفيتش على موقع كينوبويسك (الروسية)